# Episodi di Delitti in Paradiso (tredicesima stagione)
La tredicesima stagione della serie televisiva Delitti in Paradiso è stata trasmessa in prima visione assoluta nel Regno Unito sul canale BBC One dal 4 febbraio al 24 marzo 2024.
Danny John-Jules rientra nel cast principale, mentre Ralf Little e Tahj Miles lasciano la serie. Tobi Bakare, Sara Martins e Joséphine Jobert riappaiono come guest star. La Jobert in seguito lascia la serie per la terza ed ultima volta. Dopo lo special natalizio tra la tredicesima e la quattordicesima stagione, Danny John-Jules lascia nuovamente la serie.
In Italia, la serie è stata trasmessa in prima visione assoluta su Rai 2 dal 3 aprile al 22 maggio 2024.
| n° | Titolo originale       | Titolo italiano                     | Prima TV Regno Unito | Prima TV Italia |
| -- | ---------------------- | ----------------------------------- | -------------------- | --------------- |
| 1  | Going Round in Circles | Il ricatto                          | 4 febbraio 2024      | 3 aprile 2024   |
| 2  | Your Number's Up       | Redenzione                          | 11 febbraio 2024     | 10 aprile 2024  |
| 3  | Serving Up Murder      | Vendetta                            | 18 febbraio 2024     | 17 aprile 2024  |
| 4  | Murder Most Electric   | Corto circuito                      | 25 febbraio 2024     | 24 aprile 2024  |
| 5  | As the Sun Sets...     | Un nuovo inizio                     | 3 marzo 2024         | 1º maggio 2024  |
| 6  | Murder Going Down      | La lista dei desideri               | 10 marzo 2024        | 8 maggio 2024   |
| 7  | A Tale of Two Islands  | Il ritorno                          | 17 marzo 2024        | 15 maggio 2024  |
| 8  | A Murder in the Skies  | L'ultimo caso dell'ispettore Parker | 24 marzo 2024        | 22 maggio 2024  |

## Il ricatto
- Titolo originale: Going Round in Circles
- Diretto da: Steve Hughes
- Scritto da: Tom Nash e James Hall

### Trama
Allo Yacht Club di Saint Marie il commissario Patterson sta festeggiando il 50º anniversario della sua entrata in polizia; tuttavia non sembra felice, è pensieroso e dopo il discorso tenuto dall'amico Lincoln StClair esce per bere da solo all'estremità del molo. Improvvisamente viene raggiunto alle spalle da un colpo di pistola; soccorso e trasportato all'ospedale, sembra abbastanza grave. La squadra, accorsa sul posto, è ovviamente molto scossa ma le indagini vengono ugualmente avviate con celerità. Quando è uscita assieme agli altri dopo lo sparo, Jaqueline StClair, la moglie di Lincoln, ha visto un uomo confuso fuggire a bordo di un vecchio camioncino. Di lì a poco il veicolo, abbandonato dopo un incidente, viene ritrovato: appartiene ad un certo Alton Garvey, incensurato, privo di legami famigliari e, a giudicare dal carico del camioncino, impegnato in un trasloco. Dunque rintracciarlo potrebbe non essere facile. A parte la pistola usata per sparare, l'unica traccia significativa che l'ispettore Parker trova vicino al camioncino è un gemello con lo stemma dello Yacht Club.
All'ospedale il commissario riprende conoscenza ma non è in grado di spiegare l'accaduto, né riconosce Alton Garvey. Una possibile pista si apre però quando Parker, perquisendo lo studio di Patterson, trova prove di un ricatto su cui il commissario aveva iniziato ad indagare. Vittima dell'estorsione è Jaqueline, a causa della relazione avuta con Ramon Prince, direttore dello Yacht Club. Attualmente l'uomo è in viaggio, si è preso un anno sabbatico e il suo posto viene ricoperto da Marlon Collins. Il malumore di Patterson era giustificato dal senso di colpa nei confronti di Lincoln, l'amico al quale aveva dovuto tenere nascosta l'intera faccenda.
In risposta alle segnalazioni fatte in TV per cercare di rintracciare Garvey, l'uomo telefona a Parker, negando di essere pericoloso come è stato descritto; 
conferma di aver sparato ma afferma di non conoscere il motivo del suo gesto. Garvey è un alcolizzato e malgrado le evidenze è arduo immaginarselo come un sicario; l'ispettore decide dunque di approfondire la pista del ricatto. Rispondendo ad uno dei messaggi ricevuti da Jaqueline, riesce a mettersi in contatto con l'estorsore, concordando luogo e ora per la consegna dei soldi richiesti. A sorpresa, all'appuntamento si presenta Marlon Collins, che viene fermato. L'uomo in realtà è una vecchia conoscenza: in passato era già stato arrestato per furto dall'ispettore Hulme e dal sergente Thomson. Contattata a Parigi, Camille non è però in grado di aiutare la polizia di Saint Honoré: è in procinto di dare alla luce la sua bambina, quindi ovviamente non può occuparsi d'altro. Il colloquio con Collins porta comunque qualcosa di utile: sostiene di non aver sparato, benché non possa negare il ricatto, ma dice anche che forse sarebbe bene indagare su Lincoln StClair che, avendo visto la moglie recarsi da Patterson, credeva che i due avessero una relazione, ignorando che l'amante della moglie era Prince.
L'indagine si indirizza di nuovo su Alton Garvey quando l'uomo si reca in ospedale non per minacciare Patterson, ma per lasciargli un documento che spiega il suo rancore e la sua ostilità. Da giovani Patterson e Garvey avevano sostenuto insieme l'esame per entrare in polizia, ma l'unico posto disponibile era andato a Patterson: da quel momento la vita di Garvey era andata di male in peggio. Frustrato, si era recato allo Yacht Club solo per parlare, per costringere il commissario ad ascoltare, ma poi le cose avevano preso una piega diversa. L'ispettore Parker raggiunge Garvey sul ciglio di una scogliera dalla quale pare intenzionato a gettarsi; ascolta la sua storia, le sue lamentele ma riflettendo sui fatti capisce anche che il vero colpevole è un altro e che la situazione è più complessa rispetto alle apparenze.
Ramon Prince è irreperibile, il segnale del suo yacht risulta spento da due settimane: il ferimento del commissario Patterson, che aveva tentato di mettersi telefonicamente in contatto con lui, va posto in stretto rapporto con questa sparizione. È Collins, ancora in libertà vigilata, che ha ucciso Prince per impedirgli di rendere pubbliche le sue malefatte; poi ha tentato di eliminare il commissario per tenere nascosto l'omicidio il più a lungo possibile. Ha visto Garvey arrivare al Club ubriaco e confuso, e ha deciso di approfittarne: è lui che gli ha alzato il braccio e lo ha indotto a premere il grilletto. Così facendo ha perduto un gemello che, impigliatosi nei vestiti di Garvey, è stato successivamente ritrovato ben lontano da lì. In apparenza Collins risultava essere uscito dal Club assieme a tutti gli altri. In realtà la pistola di Garvey è vecchia e deve aver fatto poco rumore; quello che si presumeva essere lo sparo era invece il fragore della successiva messa in moto del decrepito camioncino: tra i due momenti Collins ha avuto tutto il tempo per rientrare senza attirare l'attenzione, creandosi un alibi. Collins tenta di sostenere che la morte di Prince sia stata un incidente, ma le sue giustificazioni risultano deboli e Parker lo fa arrestare.
Parker, in video-chat con Camille, si congratula con lei per la nascita della bambina, lei però vorrebbe che Parker trovasse l'amore nella propria vita. Mentre Parker è tutto solo tiene in mano una foto di Florence: è evidente che è ancora innamorato di lei. Parker, passeggiando sulla spiaggia con Marlon, Naomi e Darlene confessa che ha intenzione di aprire un proprio blog.
- Altri interpreti: Leon Herbert (Lincoln StClair), Cathy Tyson (Jaqueline StClair), Sean Maguire (Marlon Collins), Mensah Bediako (Alton Garvey), Marson Francisco (Selwyn Patterson da giovane), Sara Martins (sergente detective Camille Bordey)
- In una breve sequenza di repertorio è presente anche Ben Miller (ispettore Richard Poole).

## Redenzione
- Titolo originale: Your Number's Up
- Diretto da: Steve Hughes
- Scritto da: Patrick Holmes

### Trama
La settantacinquenne Nancy Martin viene trovata morta su di una panchina prospiciente uno stagno artificiale a Paradise Bay, la residenza per anziani dove viveva da tempo. Poco prima la donna aveva avuto una discussione con la figlia adottiva Oona e aveva lasciato la sala bingo che era solita frequentare ogni pomeriggio con altri residenti proprio mentre la sua "avversaria" storica, Barbara Mitchell, riusciva finalmente a vincere una partita dopo una lunga serie di sconfitte. Nancy è stata trafitta all'addome con uno dei suoi ferri da maglia; non è stata derubata ed è difficile ipotizzare che qualcuno si sia introdotto nel parco dall'esterno, quindi i maggiori sospettati sono gli ospiti della residenza che però, al momento dell'omicidio, erano ancora tutti insieme all'interno della sala. Inoltre i loro possibili moventi risultano labili: Oona ha discusso con la madre alla quale però era molto affezionata, e grata per averla adottata dopo la scomparsa dei genitori naturali; Barbara detestava che Nancy vincesse sempre a bingo, magari barando un po', ma tra l'antipatia e l'omicidio c'è parecchia distanza; la cugina di secondo grado Eloise Mirie, giunta in visita, conosceva Nancy solo da qualche giorno; Phillipe Varane, il direttore di Paradise Bay, è l'unico che risulta essersi brevemente allontanato dalla sala per rispondere ad una telefonata, ma in passato è stato assistente di Nancy per venticinque anni e da lei, dedita con costanza e generosità ad opere di beneficenza, ha ottenuto solo una lunga serie di vantaggi.
Tra gli effetti personali di Nancy non c'è il suo cellulare; le viene invece trovata in tasca una foto, il fermo immagine di una telecamera che mostra un uomo, indicato come Jeremy Heston, in transito all'Aeroporto di Gatwick il 23 luglio 1993. Sono passati trent'anni, ma Catherine e il commissario Patterson non hanno difficoltà a ricordare quel periodo e a riconoscere il nome dell'uomo: il 25 luglio di quell'anno Saint Marie era stata devastata da una violenta tempesta e Jeremy Heston, arrivato sull'isola il giorno precedente, era morto annegato cadendo da una barca. Era morto anche Clément Brown, un pescatore che aveva tentato di salvarlo, e il corpo di Heston non era mai stato recuperato.
Non è chiaro che rapporto possa esistere tra questi fatti e l'omicidio, ma nel frattempo spuntano altre piste. Si scopre che Nancy era una madre amorevole ma anche oppressiva: per impedire a Oona di iniziare una vita indipendente le aveva sottratto il passaporto e la ragazza era stata costretta a introdursi in camera sua per cercare di recuperarlo. Varane inoltre risulta aver spostato un'ingente somma di denaro dal conto di Nancy ad una banca delle Isole Cayman; sostiene di averlo fatto per ordine della stessa Nancy ma rifiuta di rivelare il nome del beneficiario del versamento.
La situazione si complica ulteriormente quando su segnalazione dell'Interpol le impronte digitali di Nancy Martin risultano appartenere ad una certa Gwen Jackson, cittadina britannica latitante da trent'anni: suo marito Frank era morto in uno scontro a fuoco con la polizia dopo aver messo a segno una rapina milionaria. Gwen era scomparsa con l'intero bottino ma non si sa come e quando abbia lasciato l'Inghilterra. È possibile che qualcuno del suo passato abbia voluto vendicarsi per la sottrazione del denaro, ma è anche ovvio che se Nancy Martin non esisteva, non poteva nemmeno avere una cugina.
Eloise Mirie viene dunque fermata e interrogata: in realtà è una ex poliziotta della Squadra Mobile e quello della rapina era stato il suo primo caso. La donna spiega che Jeremy Heston era il ragioniere che su incarico di Nancy aveva fatto arrivare il denaro a Saint Marie. Seguendone faticosamente le tracce, Eloise aveva ritrovato Gwen-Nancy, l'aveva affrontata e da lei aveva ottenuto la somma versata alle Cayman in cambio della foto. Alla luce di queste rivelazioni l'ispettore Parker ipotizza che Heston potrebbe essere ancora vivo: con l'arrivo di Eloise, Nancy era diventata un potenziale pericolo, dunque lui stesso potrebbe essere l'assassino.
La cosa sembrerebbe confermata quando Darlene trova una mail di Jeremy Heston indirizzata ad Oona in cui l'uomo le chiede scusa e afferma che non deve temere nulla da parte sua perché ormai è tutto finito. Il vero mittente del messaggio risulta però essere Varane che, messo alle strette, finisce per confessare l'omicidio. Rimangono però troppi punti oscuri e quando il cellulare di Nancy viene ritrovato nello stagno artificiale a Paradise Bay, l'ispettore Parker è in grado di offrire una più convincente soluzione del caso 
Nancy credeva nel concetto di redenzione, nelle seconde occasioni come quella di cui aveva beneficiato lei stessa: aveva lasciato la vecchia vita per rifarsene una nuove e migliore. Jeremy Heston non è mai esistito, era stato impersonato da Nancy che sotto mentite spoglie aveva lasciato Londra con i soldi della rapina, usati in seguito per le sue attività benefiche. C'è però da considerare anche la morte di Clément Brown, individuato come il vero padre di Oona: frugando in camera della madre, la ragazza aveva per caso trovato la foto e aveva capito che Nancy era responsabile della sua perdita. Per questo aveva litigato con lei e durante il diverbio aveva ferito Nancy con il ferro da maglia, nessuno se ne era accorto dal momento che, nell'istante in cui Oona aveva ferito la madre adottiva, l'attenzione era rivolta a Barbara che stava esultando per la vittoria a bingo. Invece di denunciarla Nancy si era allontanata nascondendo con la propria borsa la ferita, e aveva fatto il necessario per coprire il proprio omicidio e salvare la figlia. Prima di gettare il cellulare nello stagno e di morire sulla panchina aveva videochiamato Phillipe Varane, raccontandogli tutto e dandogli le istruzioni necessarie a proteggere la ragazza. L'uomo, da sempre fedele a Nancy e innamorato di Oona, aveva eseguito.
In seguito all'arresto di Oona e alla fine della triste indagine l'umor nero del commissario Patterson, alquanto depresso dopo l'uscita dall'ospedale, viene nettamente migliorato dall'arrivo della figlia Andrina, giunta sull'isola per occuparsi di lui dopo il ferimento.
- Altri interpreti: Hayley Mills (Nancy Martin), Kevin Harvey (Phillipe Varane), Juliet Cowan (Eloise Mirie), Ellie Haddington (Barbara Mitchell), Akia Henry (Oona Martin), Genesis Lynea (Andrina Harper)

## Vendetta
- Titolo originale: Serving Up Murder
- Diretto da: Angie de Chastelai Smith
- Scritto da: Katerina Watson

### Trama
Dal momento che Andrina è ancora a Saint Marie, ne approfitta per intervistare Stanley Drake, rinomato chef e titolare di una catena di resort, il quale è sull'isola per presiedere come giudice a un contest di cucina, tra i partecipanti ci sono Dionne Bertrand, Celeste Duvall e i coniugi Clayborn, ovvero Tristan e la moglie Lucky. Catherine non sembra contenta di vedere Lucky, benché in passato fossero amiche. Dopo il contest, prima di eleggere il vincitore, Stanley accetta di lasciarsi intervistare da Andrina, ma mentre è solo con lei inizia a sentirsi male e poi muore. Parker, Darlene, Marlon e Naomi indagano sulla morte dello chef, la causa del decesso è l'avvelenamento, Andrina conferma che ha mangiato solo il cibo preparato dai concorrenti durante il contest, quindi il veleno era in una delle pietanze, però Parker trova tutto sospetto: secondo le regole di gara oltre al Stanley ogni cuoco avrebbe dovuto assaggiare la propria pietanza, ma solo Stanley è morto per avvelenamento, purtroppo fare degli accertamenti è impossibile perché il cibo preparato è stato tutto consumato e i piatti ripuliti.
Parker nota che il vetro dell'orologio da polso di Stanley è incrinato, vede inoltre che Tristan ha una ferita alla mano destra. Catherine fatica a celare il proprio astio contro Lucky, quando erano giovani si erano ripromesse di comprare insieme il bar, ma lei abbandonò Saint Marie quando Stanley le offrì un buon lavoro, lasciò sola Catherine che oltre a dover crescere Camille dovette risparmiare per comprare il bar senza l'aiuto di nessuno. Parker capisce che Tristan deve aver litigato con Stanley, infatti nel tentativo di tirargli un pugno la vittima si è difeso e Tristan aveva colpito l'orologio tagliandosi la mano con il vetro, egli ammette che era arrabbiato, perché aveva scoperto che Lucky era andata a letto con Stanley. Tristan appare come il sospettato principale ma Lucky è convinta della sua innocenza, il loro è un matrimonio senza amore, Tristan sta con lei soltanto perché, come coppia, hanno conquistato il successo nel mondo culinario, Tristan ama soltanto la sua carriera e non l'avrebbe mai compromessa con un omicidio.
Facendo delle ricerca su Dionne non risultano informazioni su di lei antecedenti a quando si trasferì a Saint Marie, infatti Parker scopre che ha cambiato identità, il suo vero nome è Emilia e quando viveva a Martinica lavorava in uno dei ristoranti di Stanley, venne incriminata per aver distrutto con una mazza da baseball l'auto di Stanley, il lavoro la metteva sotto pressione e si è sfogata contro il suo capo, tuttavia Stanley gentilmente impedì il suo arresto mandando al tribunale una lettera di raccomandazione. Celeste viene trovata priva di sensi, Parker e Naomi le prestano soccorso e chiamano un'ambulanza, la ragazza viene ricoverata in ospedale e si salva.
Lucky, Dionne e Celeste vengono convocate alla stazione di polizia e Parker spiega a tutte e tre che ha capito che hanno ucciso loro Stanley, ormai Parker aveva intuito che la vittima era uno stupratore seriale. Lucky voleva comprare il bar con Catherine, di conseguenza Stanley si offrì di prestarle il denaro per la sua quota, ma era solo un pretesto per farle abbassare la guardia, e poi la violentò (quell'evento traumatico la spinse ad abbandonare Saint Marie) mentre Dionne era solo una diciannovenne quando Stanley abusò di lei, è per questo che gli distrusse l'auto, lui fece in modo che il tribunale non la condannasse solo per evitare che Dionne raccontasse la verità. Durante il contest Stanley tentò di stuprare anche Celeste, di conseguenza lei, con l'aiuto di Dionne e Lucky, decisero di ucciderlo. Ognuna di loro aggiunse una quantità di veleno nelle pietanze aspettando che Stanley, mangiando, morisse per avvelenamento, visto che il regolamento imponeva che ogni cuoco mangiasse la propria pietanza anche loro hanno dovuto assumere il veleno, questo spiega il malore di Celeste, inoltre a causa del veleno le dita di Dionne si sino irritate, tra l'altro il veleno ha lasciato un segno sulle labbra di Lucky che lei ha coperto con il rossetto: sono tutti effetti del veleno ma ciascuna ha assunto una quantità non letale, al contrario di Stanley che invece avendo assaggiato tutte le pietanze avvelenate, è morto per aver assunto una quantità di veleno tre volte superiore.
Purtroppo Parker è costretto a incriminare Lucky, Dionne e Celeste, ma Catherine non intende sorvolare su ciò che ha fatto Stanley, troverà altre donne che lui ha violentato sperando che il tribunale sia clemente una volta fatta luce sulla crudeltà della vittima, anche con l'aiuto di Andrina che scriverà un articolo in modo da incoraggiare altre donne che sono state violentate da lui a farsi avanti. 
- Altri interpreti: Gordon Kennedy (Stanley Drake), Yasmin Mwanza (Celeste Duvall), Kate Robbins (Lucky Clayborn), Michael Fenton Stevens (Tristan Clayborn), Shvorne Marks (Dionne Bertrand), Genesis Lynea (Andrina Harper Patterson)

## Corto circuito
- Titolo originale: Murder Most Electric
- Diretto da: Angie de Chastelai Smith
- Scritto da: James Cary e Patrick Holmes

### Trama
In una tarda serata Saint Marie viene colpita da un improvviso black out dovuto a sovraccarico energetico. Il tecnico della centrale elettrica Chayce Jones, controllando la centralina elettrica interessata, trova il cadavere di un giovane apparentemente morto fulminato. La vittima viene identificata come Ellis Baxter di cui di lì a poco la fidanzata Petra McQuillan, ancora ignara della tragedia, denuncia la scomparsa. Quel giorno il ragazzo, che lavorava nel negozio di riparazione computer alle dipendenze di Ivan McQuillan, il padre di Petra, aveva fatto alla fidanzata la proposta di matrimonio; in attesa dei festeggiamenti serali si era assentato per alcune commissioni, poi di lui si erano perse le tracce. Ora sembra che Ellis sia inciampato e sia caduto sul trasformatore, causando il sovraccarico che lo ha ucciso e che metterà in difficoltà l'isola: la centralina infatti è diventata una scena del crimine da preservare intatta e tutti coloro che non possiedono un generatore autonomo (come la Stazione di Polizia) per un po' rimarranno privi di elettricità.
Dato che a provocare il black out è stato Ellis nel momento in cui è stato folgorato dall'elettricità della centralina, ciò pare eliminare dai sospettati Ivan, Petra e Laurette Duschamps (anche quest'ultima lavora alle dipendenze Ivan) dato che quando si è verificato il cortocircuito tutti e tre erano insieme al negozio, che tra l'altro è videosorvegliato. Da tempo quella centralina era oggetto di rilevamenti anomali, per cui una delle ipotesi sulla presenza di Ellis è che il ragazzo stesse facendo un allaccio abusivo. L'ispettore Parker tuttavia è fortemente insospettito dal fatto che la vittima non avesse indossato i guanti isolanti: se Ellis era lì per rubare elettricità, avrebbe dovuto sapere come farlo in sicurezza.
Accanto alla possibilità di un incidente inizia a prendere forma anche quella di un omicidio. Per il suo furto infatti Ellis avrebbe avuto bisogno di una batteria o di cavi di prolunga: poiché nei pressi non c'è nulla del genere, probabilmente era presente una seconda persona, un complice che ha fatto sparire il materiale e che forse non è estraneo alla morte del ragazzo. Ellis in ogni caso viene descritto come generoso e gentile, privo di nemici; un genio informatico laureato a Cambridge che per amore si stava accontentando di una posizione al di sotto del suo talento.
Marlon è insospettito da uno stanzino all'interno del magazzino sopra il negozio di McQuillan, con un mandato lo perquisiscono e la prospettiva dell'indagine cambia radicalmente quando all'interno vi trovano una sorta di supercomputer ospitante una piattaforma per il mining di criptovaluta; l'attività è redditizia ma prevede alti consumi energetici, da cui la necessità del furto di elettricità tentato da Ellis. Se era Ivan a gestire l'illecita attività, forse Ellis aveva manifestato l'intenzione di uscirne o di denunciarlo. Ivan ammette di essere stato a conoscenza delle transazioni e dei furti, ma nega di aver avuto motivi per eliminare Ellis che anzi gli era molto utile. È lui ad aver fatto sparire i cavi, ma quando lo ha trovato, Ellis era già morto.
Un altro possibile movente emerge quando Laurette, interrogata da Darlene che la conosce da tempo, insinua che Ellis avesse una relazione. Interrogata a sua volta, Petra ammette di essere stata a conoscenza tanto delle transazioni quanto della relazione; non sa chi fosse l'amante del fidanzato ma afferma di averlo perdonato e di aver accettato senza esitazioni la sua proposta di matrimonio.
Pure Chayce finisce tra i sospettati quando si scopre che i furti realizzati da Ellis erano stati così ingenti da presupporre appoggi e coperture interne. Jones ammette di essere stato a conoscenza delle attività di Baxter, ma all'ora della sua morte era in servizio altrove, quindi possiede un solido alibi. Dal suo interrogatorio emerge comunque un dato interessante: la somma dei furti di elettricità ha fruttato a Ellis un guadagno equivalente a un quarto di milione di dollari. Una vera e propria fortuna che ora però sembra perduta: Baxter era l'unico ad avere accesso al wallet, il dispositivo USB che assieme ad una chiave privata (costituita da 256 numeri casuali in codice binario) consentiva di gestire la criptovaluta. Non è dato sapere come sia fatto il wallet ma Parker ipotizza che sia contento all'interno di un pendente di poco valore che Ellis indossava sempre al collo e che ora risulta scomparso.
I sospetti si spostano su Laurette quando viene recuperato un video che la mostra assieme ad Ellis alla centralina: se era lei l'amante, il suo movente può essere stato la gelosia. La ragazza ammette di aver avuto con Ellis una relazione; ferita dalla preferenza poi accordata a Petra, lo aveva minacciato di raccontare alla fidanzata tutti i lati oscuri della sua vita. Aveva persino mentito, facendogli credere di essere rimasta incinta. Quando lo aveva lasciato Ellis era sconvolto ma ancora vivo: date le circostanze Laurette è propensa a credere che si sia suicidato.
Al termine del colloquio Laurette consegna alla polizia la collana che Ellis aveva dato a lei. Il gesto sembra dimostrare la buona fede e il disinteresse della ragazza, ma quando Parker identifica la chiave privata di Ellis (un biglietto da visita che era stato rinvenuto vicino al cadavere e che sulle prime non era sembrato importante) finisce invece per dimostrare la sua colpevolezza.
Dato che Ellis, innamorato di Petra, era disposto a rinunciare al denaro, però avrebbe anche confessato e ciò ha causato la sua morte. Laurette lo ha ucciso prima di quanto si pensasse e senza provocare alcun sovraccarico dato che Ellis, presente alla centralina per smantellare i cavi, come al solito aveva disattivato i sistemi di sicurezza. Solo successivamente, tornata al negozio, Laurette aveva causato il black out gettando in un secchio pieno d'acqua un'estremità del cavo e creandosi così un alibi. Poco prima di riconsegnare la collana aveva poi trasferito in una banca off-shore i 250.000 dollari: pensava di essere al sicuro, ma viene arrestata.
Parker deve affrontare una crisi personale: tramite il nuovo blog che ha aperto teme di esser stato contattato dalla sua ex ragazza Rebecca, che in passato ha cercato di incastrarlo per omicidio. Con l'aiuto del commissario Patterson riesce però a verificare che in carcere Rebecca non ha accesso ad Internet senza supervisione. Dunque i commenti arrivati nel blog non sono un suo tentativo di dileggiarlo bensì gli interventi di una fan ignota, ma veramente interessata.
- Altri interpreti: Leah Brotherhead (Petra McQuillan), Pearce Quigley (Ivan McQuillan), Leah Walker (Laurette Duschamps), Ben Wiggins (Ellis Baxter), Jonathan Jules (Chayce Jones)

## Un nuovo inizio
- Titolo originale: As the Sun Sets...
- Diretto da: Tracey Larcombe
- Scritto da: James Hall

### Trama
Marlon riceve una telefonata da Ray Saunders, un suo vecchio conoscente, il quale afferma di essere in pericolo, chiedendogli di raggiungerlo a casa sua; una volta giunto sul posto Marlon trova Ray per terra sporco di sangue, a quanto pare è morto, Marlon telefona a Parker ma qualcuno gli arriva alle spalle e lo tramortisce. Parker, Darlene e Naomi raggiungono Marlon con i paramedici prestandogli soccorso, Ray è morto, e Parker esaminando la scena del crimine nota che la porta a vetro della casa di Ray è stata danneggiata da un proiettile, quello che ha ucciso la vittima. Marlon spiega ai colleghi che Ray era un ricettatore, vendeva oggetti rubati, Marlon lavorava per lui quando viveva di delinquenza, il suo uomo di fiducia è Booker StJean. Parker non capisce per quale motivo Ray, se era in pericolo, abbia chiamato Marlon, con cui non si sentiva da tre anni, piuttosto che Booker o il pronto soccorso, purtroppo Marlon non ha identificato il suo aggressore ma ricorda che si trattava di una figura maschile.
Parker e Naomi interrogano Booker ma lui non dà informazioni utili, pur notando che è stranamente agitato. Marlon e Darlene perquisiscono la casa di Booker ma non trovano nulla, tuttavia Marlon intuisce che sotto al tombino all'esterno della casa del sospettato possa nascondersi qualcosa, e infatti vi trova dei guanti e una pistola, sembra che si tratti dell'arma usata per l'omicidio. Booker fugge, inoltre sia nei guanti che nella pistola viene rinvenuta una strana sostanza appiccicosa. Marlon spiega ai colleghi che Ray aveva un figlio di nome Max, il quale è detenuto in un carcere a Guadalupa, però la donna delle pulizie che lavorava per Ray rivela a Naomi che Ray aveva avuto un'accesa lite con Max il quale voleva dal padre dei soldi, infatti Max ha scontato la sua pena e attualmente vive a Saint Marie ai domiciliari. Marlon racconta alla squadra che in passato Ray aveva tentato di arricchirsi con il traffico di cocaina, Max infatti venne arrestato dalla polizia doganale perché era in possesso della cocaina che aveva ritirato per conto del padre.
Marlon chiede informazioni ai suoi informatori scoprendo che era stato Ray a far arrestare il figlio con una soffiata anonima, voleva sbarazzarsi di Max dato che egli voleva il monopolio sugli affari di Ray e tagliare fuori il padre. Marlon esclude che Booker abbia ucciso Ray, loro due erano in buoni rapporti, intanto Naomi e Parker interrogano Max che con aria arrogante ammette che odiava il padre, ma si sente intoccabile per via del suo solido alibi: dalla telefonata di Ray al momento in cui Marlon raggiunge la casa della vittima, Max era insieme al suo agente di sorveglianza che conferma l'alibi. Darlene scopre che Ray era pieno di debiti, per far arrestare Max rinunciò al carico di cocaina che danneggiò i propri affari, la banca avrebbe pignorato a breve la sua casa. Booker decide di andare dalla polizia, ha qualcosa da confessare, ma Max lo investe con un'auto, Booker viene ricoverato in ospedale, Parker comprende subito che è stato Max ad attentare alla sua vita ma Booker, terrorizzato da Max, non intende denunciarlo.
Ray amava preparare i coktail, però Marlon trova strano che nella casa della vittima non sia stato rinvenuto lo shaker di Ray, a quel punto Parker comincia a capire come sono andate le cose, lui e Marlon perquisiscono la casa di Booker e trovano dello sciroppo di mais e del colorante rosso. Marlon e Parker vanno in ospedale a trovare Booker spiegandogli che hanno capito il piano che lui e Ray avevano in mente, per evitare la bancarotta quest'ultimo intendeva scappare con del denaro in contanti fingendo una falsa morte, aveva telefonato a Marlon perché, essendo lui un agente di polizia, avrebbe reso più credibile la sua morte se a trovare il corpo fosse stato un rappresentante delle forze dell'ordine. Quando Marlon giunse a casa di Ray egli era ancora vivo, quello che aveva visto non era sangue ma lo sciroppo di mais e il colorante miscelati con l'acqua, poi Booker tramortì Marlon. Ray sarebbe fuggito e tutti avrebbero creduto che il misterioso assassino si fosse disfatto del cadavere, Ray si tolse la maglia sporca di sciroppo e tenendola in mano lasciò che Booker sparasse alla maglia, il proiettile danneggiò il vetro, tutti avrebbero pensato che Ray fosse stato ucciso da un colpo di pistola, tuttavia Booker finì col sporcare con lo sciroppo sia la pistola che i guanti che indossò quando aveva sparato.
Booker ammette che è tutto vero, ma Max aveva scoperto ciò che intendevano fare e ne approfittò, infatti mentre Marlon era privo di sensi raggiunse la casa del padre e sparò a Ray uccidendolo davanti agli occhi di Booker (che non lo denunciò dato che Max avrebbe rivelato l'imbroglio di cui Booker era complice) il piano di Ray era quello di incastrare Max per la sua falsa morte mettendo la pistola usata da Booker nella casa del figlio. Booker rivela la posizione della spiaggia dove Max fuggirà in barca, Marlon e Parker lo trovano e lo catturano, nel borsone di Max trovano la pistola con la quale ha ucciso il padre e lo shaker dove il proiettile che ha colpito mortalmente Ray è rimasto incastonato.
Marlon lascia Saint Marie per trasferirsi in Giamaica con la sorellina Jocelyn che è stata ammessa in una prestigiosa scuola a Kingston, in modo da prendersi cura di lei, Patterson e JP hanno provveduto a trovargli un lavoro nel corpo di polizia di Kingston. L'ammiratrice di Parker che continua a chattare con lui tramite il blog fa il suo arrivo a Saint Marie, scoprendo che si tratta di Zoe: la sua ex fidanzata.
- Altri interpreti: Guy Henry (Ray Saunders), Mark Strepan (Max Saunders), Miai Leonie Phillip (Jocelyn Pryce), Kevin Garry (Booker. StJean), Taj Atwal (Zoe Ainsworth), Toby Bakare (sergente detective J.P Hooper)

## La lista dei desideri
- Titolo originale: Murder Going Down
- Diretto da: Tracey Larcombe
- Scritto da: James Coleman

### Trama
Dwayne torna a Saint Marie con suo padre Nelson, le cui condizioni di salute stanno peggiorando; comunque ora che Marlon si è trasferito in Giamaica, Dwayne riprende a lavorare alla stazione di polizia sostituendolo. Cora Blyth è una malata terminale che va a Saint Marie in vacanza accompagnata dal marito Joe, dalla figlia incinta Holly, e dal genero Sam, tutti e quattro alloggiano in un hotel. Mentre Joe e Cora prendono l'ascensore per raggiungere la reception, Joe torna nella sua suite dato che lì ha dimenticato la carta del club (necessaria per fare acquisti) quindi Cora prende l'ascensore da sola, e dato che si sente debole Joe telefona alla reception affinché Cora venga aiutata a camminare; l'impiegata che riceve la telefonata si appresta ad aiutare Cora ma quando la porta dell'ascensore si apre trova Cora accoltellata e senza vita.
Parker, Naomi, Dwayne e Darlene indagano sull'omicidio di Cora, quest'ultima è stata accoltellata nell'ascensore che ha impiegato quindici secondi per raggiungere la reception: è impossibile però che l'assassino abbia fatto in tempo ad intrufolarsi nell'ascensore, a pugnalare la donna e a dileguarsi in un così breve lasso di tempo. Una donna che lavora all'albergo dichiara di aver visto Joe telefonare alla reception quando Cora era entrata nell'ascensore affinché venisse data assistenza alla moglie, mentre Sam era nella zona piscina; loro due hanno un alibi, la principale sospettata è dunque Holly, la quale era andata a fare jogging anche se nessuno può testimoniarlo.
Parker vede che la vittima portava con sé la sua borsetta nell'ascensore: dentro c'è un telesoccorso ma la cosa strana è che c'è anche il ricevitore, inoltre un'unghia di Cora si è spezzata. La polizia perquisisce la suite della vittime e trova diecimila dollari in contanti. Fa la sua comparsa Lexi, una vecchia conoscente di Joe e Cora: è venuta a reclamare i soldi dato che era nelle intenzioni di Cora darli a lei, tra l'altro desiderava parlare con Cora di un argomento delicato. Quando Cora esercitava come avvocato aveva difeso Lexi ai tempi in cui quest'ultima era una tossicodipendente; Lexi ebbe una figlia ma non riusciva a prendersi cura di lei e dunque Cora fece in modo che la bambina venisse adottata.
Dal momento che Zoe è venuta a Saint Marie per stare un po' con Parker, quest'ultimo cena con lei nel suo bungalow in amicizia. Recentemente Zoe è stata lasciata dal suo fidanzato, sembra interessata a tornare con il suo ex e finisce persino col baciare Parker.
La polizia arresta Sam e Joe, infatti Parker ha capito che sono stati loro a causare la morte di Cora: infatti Joe aveva finto di aver dimenticato la carta del club per avere un pretesto in modo da non prendere l'ascensore, ha attivato il telesoccorso prima di riporlo nella borsa di Cora in modo da avvisare Sam (che era nella zona piscina) che era in possesso del ricevitore. Joe aveva fatto in modo che l'ascensore non fosse diretto alla reception ma alla zona piscina dove ad attendere Cora c'era Sam, che armato di coltello ha pugnalato la suocera uccidendola; con un asciugamano ha pulito le impronte digitali dal manico del coltello e poi ha messo il ricevitore nella borsa di Cora. Nel momento in cui Cora era entrata nell'ascensore Joe aveva solo finto di telefonare alla reception in modo da confondere tutti sulla tempistica degli eventi, infatti aveva telefonato alla reception solo quando era tutto solo nella suite e Sam aveva già pugnalato Cora, poi Sam ha fatto sì che l'ascensore raggiungesse la reception. Quando Sam ha pugnalato Cora lei, nel tentativo di difendersi si è spezzata l'unghia; Sam aveva tentato di disfarsene gettandola nel filtro della piscina ma la polizia è riuscita a ritrovarla.
Parker ha capito che Sam e Joe hanno voluto la morte di Cora per due motivi diversi: quest'ultima aveva scoperto che Sam tradiva Holly con altre donne e non voleva che la moglie lo venisse a sapere, mentre Joe voleva impedire a Cora di rivelare a Lexi che Holly è sua figlia. Infatti Cora mentì a Lexi facendole credere di aver dato in affidamento la figlia, ma invece erano stati Cora e Joe a prendersene cura. Cora tuttavia si sentì in colpa e decise di sdebitarsi con Lexi, non soltanto dandole quei soldi: era sua intenzione confessarle anche che Holly è sua figlia. Joe non voleva perdere Holly ed è per questo che ha convinto Sam ad aiutarlo a uccidere Cora. Parker lo aveva dedotto dal colore degli occhi di Holly, che sono marroni, al contrario di quelli di Cora e Joe, che sono azzurri. Anche se Holly pare aver perso tutta la sua famiglia, Parker le fa notare che ora ha Lexi, la sua madre biologica; le due provano a fare un tentativo per imparare a conoscersi.
Zoe decide di lasciare Saint Marie, quel bacio ha fatto capire a lei e Parker che non provano più nulla l'una per l'altro. Parker confessa a Naomi che ha deciso di partire, non resterà a Saint Marie, intende intraprendere un viaggio: ormai ha compreso che ciò che desidera è trovare l'amore, e purtroppo se restasse a Saint Marie verrebbe costantemente perseguitato dal ricordo di Florence e di Rebecca. L'episodio si conclude con Patterson che riceve una telefonata da Florence: la ragazza lo informa che ormai è stata tolta dal programma di protezione testimoni.
- Altri interpreti: Elise Chappele (Holly Portlake), Ali Ariaie (Sam Portlake), John Gordon Sinclair (Joe Blyth), Gabrielle Glaister (Cora Blyth), Taj Atwal (Zoe Ainsworth), Ronni Ancona (Lexi Reece), Joséphine Jobert (sergente detective Florence Cassell)

## Il ritorno
- Titolo originale: A Tale of Two Islands
- Diretto da: Leon Lopez
- Scritto da: James Hall

### Trama
Cressida Dempsey è un influencer di successo, va in vacanza con Hugo Kingsley, Amelia Templeton e Barney Keats (suoi amici dai tempi del liceo) nell'isola di St Auguste alloggiando in un albergo, mentre Cressida e Amelia vanno in piscina, trovano il corpo senza vita di una ragazza che galleggia nell'acqua, tentano di soccorrerla ma lei ormai è morta. Parker si prepara a lasciare Saint Marie, mentre Dwayne e Darlene vanno a St Auguste per indagare sulla morte della ragazza, la vittima si chiamava Abigail Warner, ma proprio a St Auguste incontrano Florence: è lì che ha vissuto mentre era nel programma di protezione testimoni. Miranda Priestley è stata processata e la sua rete criminale smantellata, ora Florence può tornare a Saint Marie, tuttavia lei, Dwayne e Darlene devono capire chi ha ucciso Abigail, mentre Parker e Naomi restano a Saint Marie collaborando comunque all'indagine.
Florence aveva visto Abigail in spiaggia prima che lei morisse, si era fatta un bagno e dunque Florence trova strano che fosse andata poi in piscina per un'altra nuotata, sulla fronte la vittima riporta una ferita, ciò ipotizza che forse è morta accidentalmente sbattendo sul bordo della piscina e affogando. Florence, nel ripostiglio della piscina trova un materasso gonfiabile, ma è completamente sgonfio. Abigail alloggiava anche lei nell'albergo, Dwayne nella suite della vittima trova una videocamera, ma manca la memory card. L'autopsia rivela che nel corpo della vittima c'era una grande quantità di sonnifero, durante l'indagine emerge che Abigail era una compagna di scuola di Cressida, Hugo, Barney e Amelia, tuttavia non sono stati loro a invitarla in vacanza, il fatto che Abigail fosse lì pare solo una coincidenza, loro però erano nella zona ristorante all'ora del decesso, quindi hanno tutti un alibi.
Florence confessa a Darlene che, durante questo periodo di lontananza da Saint Marie, ha riconsiderato i suoi sentimenti per Parker, ha sentito la sua mancanza più di quanto si aspettasse, è probabile che Florence ricambia il suo amore.
Indagando sulla vittima si scopre che gli anni del liceo erano stati molto difficili per lei, frequentava una scuola privata nella quale era stata ammessa con una borsa di studio, i suoi compagni di scuola si accanivano contro di lei dato che veniva da un'estrazione sociale diversa dalla loro, Hugo e Barney le avevano fatto delle cose orribili, quest'ultimo andò a letto con lei per poi postare delle foto di Abigail tutta nuda, mentre Hugo la bullizzava. Hugo e Barney non vanno orgogliosi di ciò che le fecero ma giurano di non averla uccisa, la sua unica amica era Cressida ma poi smisero di frequentarsi, l'impopolarità di Abigail condizionò negativamente la loro amicizia. A causa di tutti i soprusi che Abigail aveva subito al liceo, lei iniziò ad andare in analisi, Naomi e Parker si fanno consegnare delle fotocopie del diario che la vittima aveva scritto scoprendo che aveva rievocato una strana data, facendo un confronto incrociato scoprono che quello stesso giorno Amelia venne coinvolta in un incidente stradale.
Amelia spiega a Florence che, quattro mesi prima del diploma, diede un passaggio in auto ad Abigail, ebbero un incidente ma non particolarmente grave, tuttavia ricorda che Abigail era stranamente agitata. Amelia confessa a Florence che in realtà non ha una grande considerazione di Cressida, Hugo e Barney, l'unico motivo per cui li frequenta è per evitare di averli come nemici perché è consapevole di quanto sono spietati. Florence, su una pianta all'esterno dell'albergo, trova l'elastico per capelli di Abigail, lo ha riconosciuto perché lo portava sulla spiaggia quando la vide poco prima di morire, all'interno dell'elastico trova la memory card. Florence, Dwayne e Darlene radunano i sospettati e mostrano il contenuto della memory card: un video che Abigail aveva girato nella propria suite dove litigava con Cressida, spiegandole che ad una festa (il giorno in cui Amelia le aveva dato quel passaggio in auto) aveva scoperto che era stata lei a istigare Hugo e Barney a darle il tormento. Abigail era pronta a rivelare a tutti che persona orribile era Cressida, infatti Abigail era andata a St Auguste per affrontarla e la reputazione di influencer di Cressida ne sarebbe stata danneggiata.
Florence spiega come Cressida ha ucciso Abigail, è stato Parker a dedurlo e a spiegarlo alla collega, infatti dopo aver fatto il bagno in mare Abigail aveva bevuto dalla propria borraccia, non sapeva che Cressida aveva messo del sonnifero nell'acqua, iniziò a sentirsi debole e Cressida la portò in piscina per poi posarla sul materasso gonfiabile che galleggiava sull'acqua sgonfiandolo. Cressida poi è andata nella zona ristorante a fare colazione con Hugo, Barney e Amelia garantendosi un alibi, mentre il materasso si stava lentamente sgonfiando e, senza più aria, Abigail (ancora addormentata) è finita in acqua morendo affogata; prima di appoggiarla sul materasso Cressida con un sasso aveva colpito Abigail alla fronte ferendola, così tutti avrebbero creduto che era morta per aver urtato accidentalmente sul bordo della piscina. Cressida per evitare che qualcuno si avvicinasse alla piscina aveva messo all'ingresso un cartello che avvisava che erano in corso lavori di pulizie, in effetti Amelia conferma che quando lei e Cressida erano andate in piscina trovando il corpo di Abigail aveva visto il cartello. Amelia, trovato il corpo di Abigail, era impegnata a chiamare i soccorsi, e Cressida ne approfittò per disfarsi del materasso sgonfiato mettendolo nel ripostiglio. Abigail, in caso di imprevisto, aveva lasciato l'elastico per capelli con dentro la memory card su quella pianta in modo che qualcuno potesse trovarla, inoltre sarà facile rilevare tracce di sonnifero nella borraccia della vittima.
Cressida viene arrestata, tuttavia Florence mette in guardia Barney e Hugo, non la passeranno liscia perché tutti sapranno le cose ignobili che Abigail ha subito per colpa loro, infine Amelia ringrazia Florence per aver reso giustizia ad Abigail. Ora Florence può tornare a Saint Marie ma non fa in tempo a salutare Parker il quale si appresta a lasciare l'isola a bordo di un aereo.

## L'ultimo caso dell'ispettore Parker
- Titolo originale: A Murder in the Skies
- Diretto da: Leon Lopez
- Scritto da: James Hall

### Trama
Parker sale sull'aereo diretto a Dominica, con lui ci sono altri due passeggeri: Kurt Henderson e Raphaël Coty, in cabina di pilotaggio invece ci sono Peter Holcroft e Monette Gilbert. Durante il decollo Parker prende degli antistaminici e si addormenta, tuttavia quando arriva a Dominica nota l'assenza di Kurt, ma Holcroft, Monette e Coty affermano di non averlo mai visto salire sull'aereo con loro, tuttavia Kurt viene ritrovato morto su una spiaggia a Saint Marie. Parker si offre di tornare temporaneamente a Saint Marie per dirigere l'indagine di conseguenza anche tutti coloro che erano sull'aereo con lui devono seguirlo dato che li ritiene sospettati.
La vittima è morta per un colpo di pistola, a eccezione di Parker tutti quelli che erano nell'aereo affermano che Kurt non era con loro durante il decollo, tutto fa supporre che lo stato di coscienza di Parker era alterato dagli antistaminici che aveva assunto e che la presenza di Kurt l'aveva solo immaginata, anche perché sembra poco probabile che tutti gli altri lì presenti sull'aereo abbiano mentito, specialmente perché, facendo delle indagini, non ci sono collegamenti tra la vittima e i tre sospettati. Dal cellulare di Kurt emergono uno scambio di messaggi tra lui e un suo amico dove ammetteva di aver avuto una relazione con Chelsea Fielding, lei e il marito Taylor avevano ospitato Kurt nella loro villa durante il suo soggiorno a Saint Marie.
Finalmente Parker e Florence si riabbracciano, e mentre passeggiano insieme sulla spiaggia lei, pur sapendo che a breve Parker partirà, timidamente gli chiede di uscire con lei, non è sicura dei sentimenti che prova per lui anche se appare chiaro che desidera più di un'amicizia dal loro rapporto. Parker però, non avendo ancora superato il fatto che Florence la prima volta avesse rifiutato il suo amore, preferisce escluderla dalla propria vita, lui non ha dubbi sul fatto di amarla ma Florence invece non ha ben chiari i propri sentimenti nei suoi confronti, e Parker non riesce ad accettarlo. Florence rispetta la sua scelta, anche se è lapalissiano che lei sta soffrendo davanti al suo rifiuto.
Dwayne perquisisce l'aereo dove Parker ha viaggiato e trova la pistola che ha sparato a Kurt, ci sono le impronte digitali di Taylor, e dai graffi sulla canna Parker deduce che sulla pistola è stato usato un silenziatore, inoltre Parker scopre che c'è una multa intestata proprio a Taylor per divieto di sosta proprio accanto all'aeroporto di Saint Marie, la data sulla multa corrisponde a quella dell'omicidio, ciò significa ce Taylor stava pedinando Kurt. Parker arresta Taylor il quale ammette di aver ucciso Kurt, ma Chelsea si prende la colpa: il marito stava tentando di coprirla, già pentita di averlo tradito scoprì anche che Kurt aveva rubato dei soldi dalla loro cassaforte, Kurt andò all'aeroporto ma Chelsea lo contattò dal cellulare usa e getta che lui portava con sé mentendogli, gli fece credere che una volta giunto a Dominica, Taylor gli avrebbe teso un'imboscata, lo convinse dunque a non prendere l'aereo e a seguirla sulla spiaggia facendogli credere che lo avrebbe messo in salvo, ma lì gli tese la trappola, infatti gli puntò contro una pistola e lo costrinse a darle i soldi rubati e il cellulare usa e getta, infine impulsivamente gli sparò uccidendolo.
Benché Chelsea sia stata arrestata, Parker non è ancora soddisfatto, lui è sicuro che Kurt fosse su quell'aereo al decollo, poi esamina la scena del crimine con un metal detector e trova un proiettile, adesso ha capito come sono andate le cose. Parker fa convocare Coty, Chelsea, Holcroft, Taylor e Monette spiegando a tutti che ormai ha capito come si sono svolti i fatti che hanno portato alla morte di Kurt, egli era realmente sull'aereo in fase di decollo, Parker intanto si era addormentato per via degli antistaminici e in quel momento Kurt aveva avuto sul cellulare il messaggio di Chelsea che, mentendogli, gli fece credere che Taylor gli avrebbe teso una trappola a Dominica convincendolo a lasciare l'aereo, lui infatti pagò Holcroft e Monette con i soldi che aveva rubato a Taylor affinché gli dessero il permesso di uscire dall'aereo che era già in movimento prima che prendesse volo, diede dei soldi anche a Coty in modo che pure lui fosse discreto, poi tutti e tre hanno mentito per evitare problemi, tentando di far credere a Parker che lui avesse solo immaginato la presenza di Kurt sull'aereo.
Parker spiega a Chelsea che lei non ha ucciso Kurt, effettivamente quando gli aveva sparato, colta dal panico, è scappata via facendo cadere per terra la pistola, ma non si era resa conto che il proiettile lo aveva mancato (lo stesso proiettile che Parker ha trovato con il metal detector) mentre Chelsea fuggiva incrociò Taylor che infatti stava pedinando la moglie, lui la convinse ad allontanarsi mentre Taylor andò a controllare cosa ne era stato di Kurt, quest'ultimo era immobile terrorizzato dal tentativo di Chelsea di ucciderlo, Taylor allora raccolse la pistola e applicandovi un silenziatore sparò a Kurt uccidendolo. Proprio per via del silenziatore Chelsea non sentì il proiettile sparato dal marito, lei credeva di aver realmente ucciso Kurt, mentre Taylor pulì la pistola dalle impronte digitali di Chelsea e la nascose nell'aereo su cui Kurt era salito, ha lasciato le proprie impronte digitali sulla pistola in modo che la polizia incentrasse le indagini su di lui perché dava per scontato che Chelsea, per proteggerlo, si sarebbe assunta lei stessa la colpa. Dwayne trova la prova incriminante, ovvero il silenziatore nella villa di Taylor, il quale viene arrestato.
Florence si appresta a lasciare Saint Marie con un traghetto, tuttavia Catherine, Dwayne, Naomi e Darlene convincono Parker a non rinunciare a lei, non può ignorare che la ama e se permettesse alle proprie paure di bloccarlo commetterebbe un errore. Dwayne accompagna Parker al porto, quest'ultimo parla con Florence spiegandole che per adesso può accettare il fatto che lei non ha ancora compreso cosa prova nei suoi confronti, ma in ogni caso desidera stare al suo fianco. Parker e Florence salgono sul traghetto e lasciano insieme Saint Marie, infine Florence tiene per mano Parker mentre i due guardano il mare.